# اینگرید لاندمارک تندرولد
اینگرید لاندمارک تندرولد (انگلیسی: Ingrid Landmark Tandrevold؛ زادهٔ ۲۳ سپتامبر ۱۹۹۶) ورزشکار دوگانه اهل نروژ است.

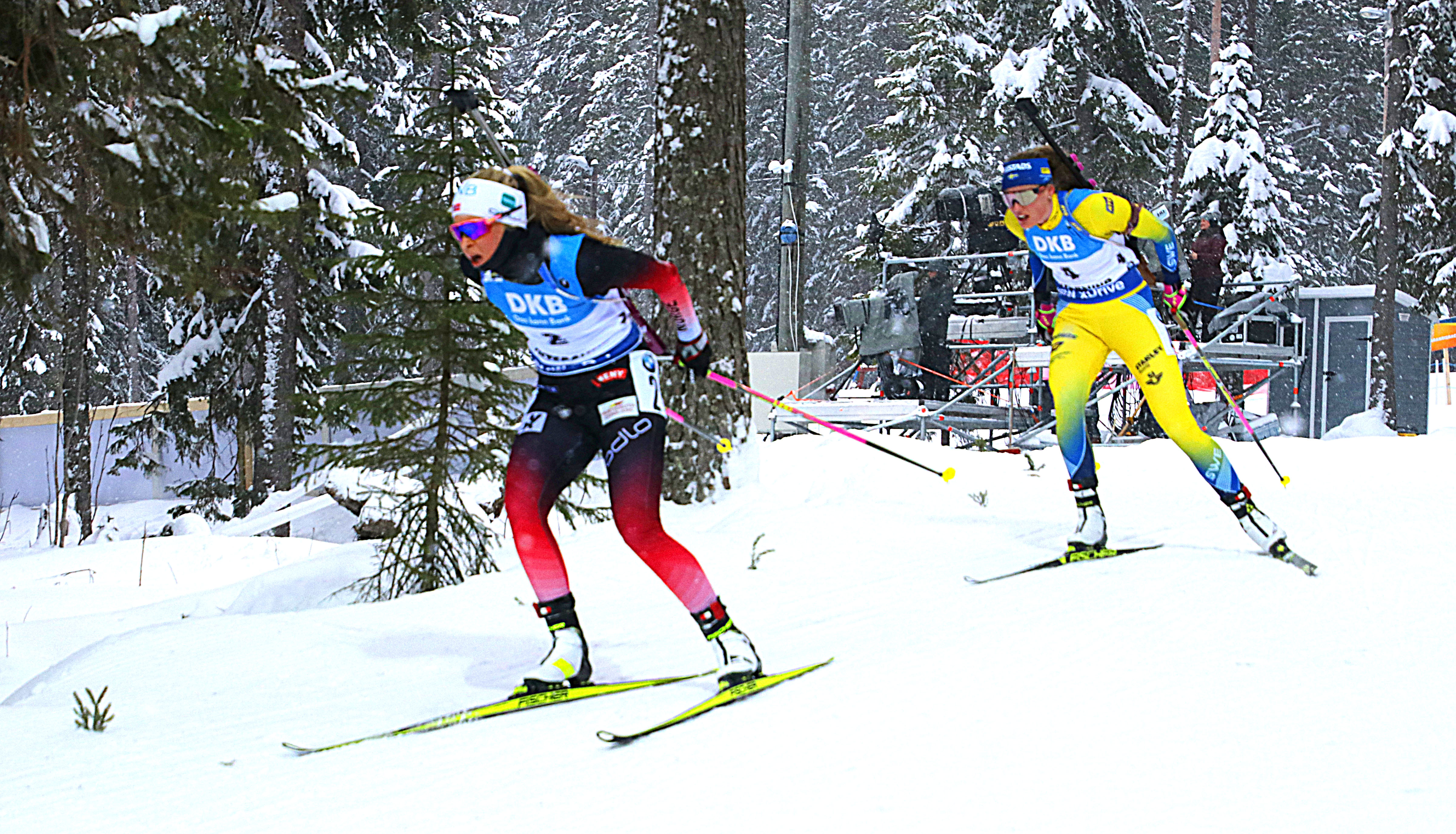
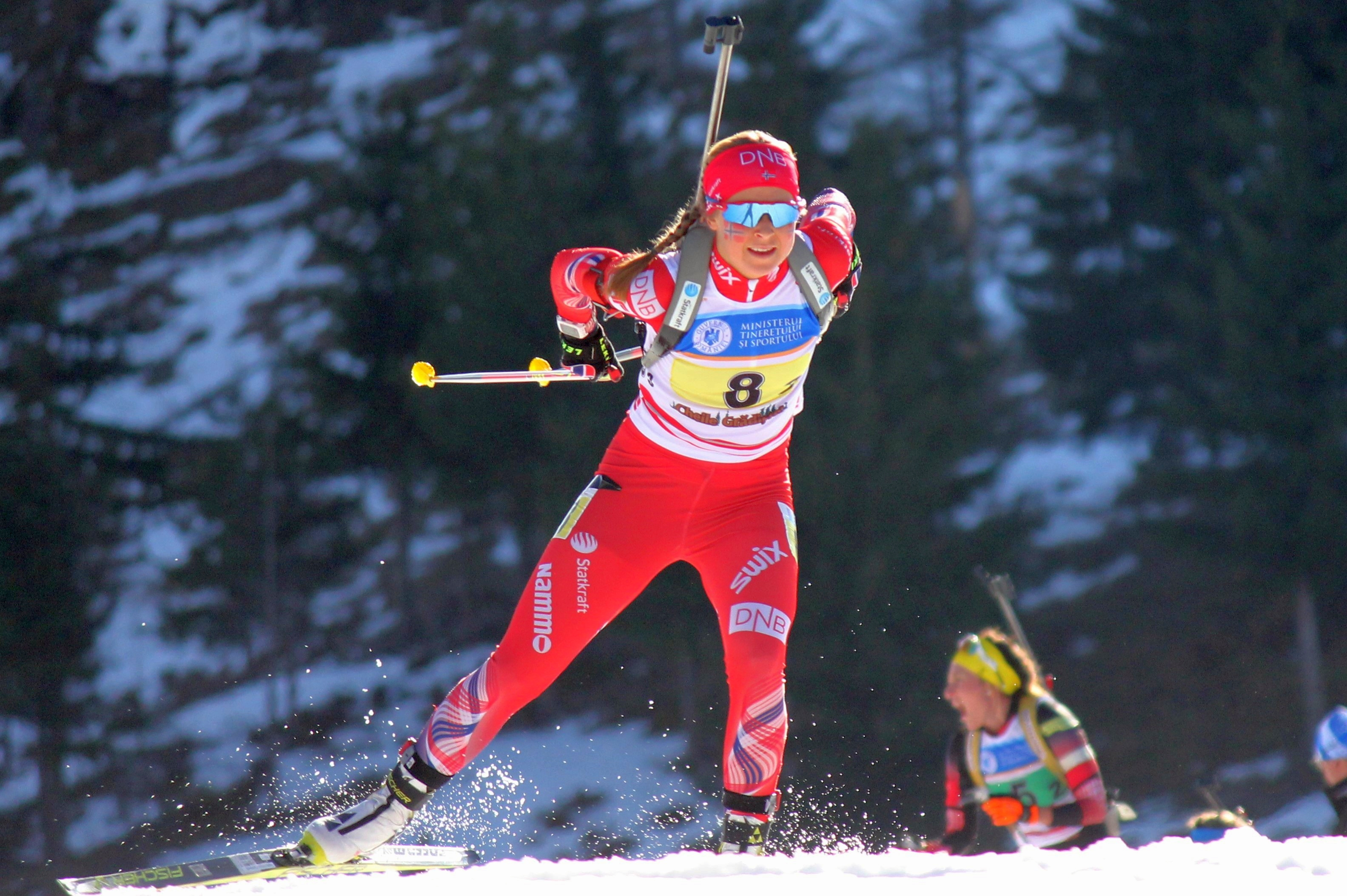
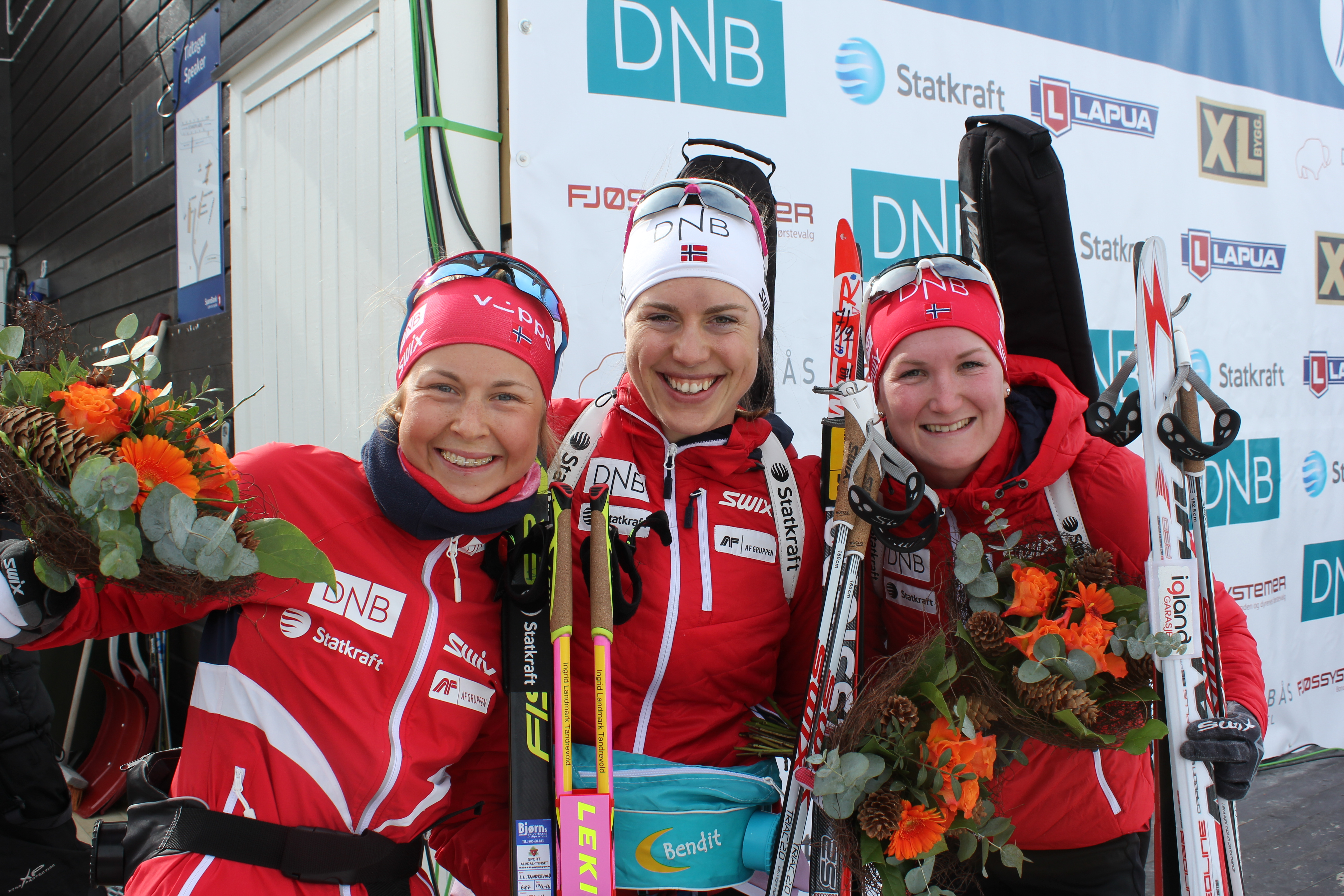